# Louis Lefoullon

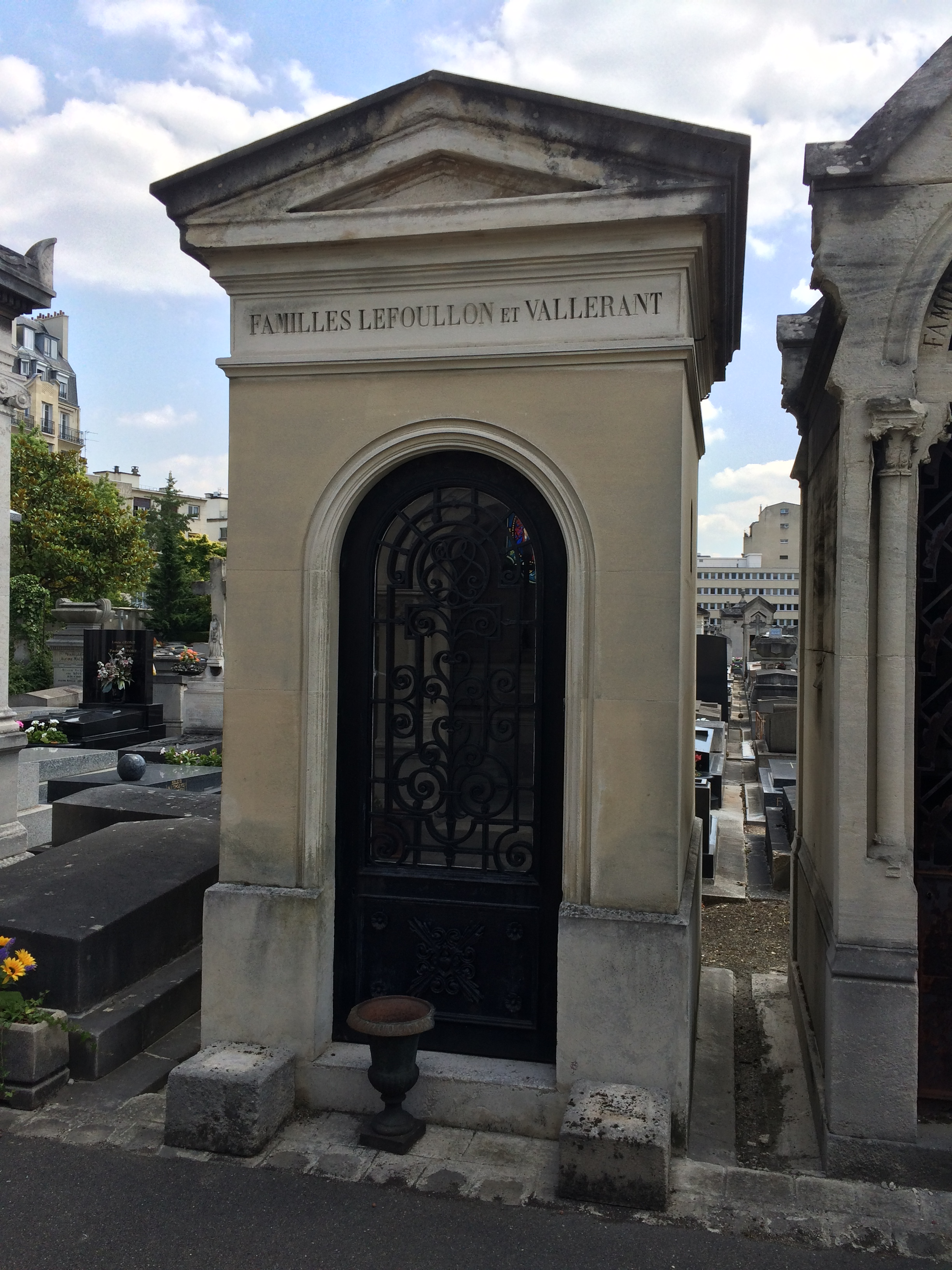
Sépulture de Louis Lefoullon au cimetière ancien (div. 7) de Neuilly-sur-Seine.

Louis Lefoullon est un homme politique français né le 3 juillet 1844 à Paris et décédé le 28 décembre 1895 à Neuilly-sur-Seine.

## Biographie
Élève de l'École impériale des chartes, il y obtient le diplôme d'archiviste paléographe en 1866 avec une thèse sur Philippe de Mézières, mais les études de droit qu'il a suivies en parallèle le conduisent à devenir avoué près le tribunal de la Seine. D'abord conseiller général de la Seine, il est élu député radical de la Seine en 1893, battant Maurice Barrès qui se présentait sous l'étiquette boulangiste.

## Sources
1. ↑  Marius Sepet, notice nécrologique, Bibliothèque de l'École des chartes, 1896, p. 145-146.